# Ramachandrapuram BHEL Township
Ramachandrapuram BHEL Township è una suddivisione dell'India, classificata come census town, di 16.965 abitanti, situata nel distretto di Medak, nello stato federato del Telangana. In base al numero di abitanti la città rientra nella classe IV (da 10.000 a 19.999 persone). L'acronimo BHEL sta per Bharat Heavy Electricals Limited, l'azienda proprietaria dell'impianto industriale intorno al quale è sorta la città.

## Società

### Evoluzione demografica
Al censimento del 2001 la popolazione di Ramachandrapuram BHEL Township assommava a 16.965 persone, delle quali 8.668 maschi e 8.297 femmine. I bambini di età inferiore o uguale ai sei anni assommavano a 1.254, dei quali 626 maschi e 628 femmine. Infine, coloro che erano in grado di saper almeno leggere e scrivere erano 14.331, dei quali 7.773 maschi e 6.558 femmine.